# Gauliga Ostpreußen 1941/42
De Gauliga Ostpreußen 1941/42 was het negende voetbalkampioenschap van de Gauliga Ostpreußen.
VfB Königsberg werd kampioen en plaatste zich voor de eindronde om de Duitse landstitel. Om oorlogsredenen werd er niet meer in groepsfase gespeeld, maar in knock-outfase. Königsberg versloeg HUS Marienwerder met 1:7 en Ordnungspolizei SV Litzmannstadt met 8:1 en werd in de kwartfinale verslagen door SpVgg Blau-Weiß 90 Berlin met 2:1.
LSV Richthofen Neukuhren had zich voor de start van de competitie teruggetrokken. De club werd vervangen door Preußen Insterburg, echter trok deze club zich op zijn beurt terug in september 1941. De club kon geen concurrentieel team opstellen en verloor de wedstrijden met zware cijfers. 

## Eindstand
| Plaats | Club                          | Wed.           | W              | G              | V              | Saldo          | Ptn.           |
| ------ | ----------------------------- | -------------- | -------------- | -------------- | -------------- | -------------- | -------------- |
| 1.     | VfB Königsberg                | 12             | 11             | 0              | 1              | 61:12          | 22:2           |
| 2.     | SV Preußen Mielau             | 11             | 8              | 0              | 3              | 59:14          | 16:6           |
| 3.     | SV Prussia-Samland Königsberg | 10             | 6              | 1              | 3              | 21:22          | 13:7           |
| 4.     | LSV Heiligenbeil              | 11             | 5              | 0              | 6              | 33:33          | 10:12          |
| 5.     | Reichsbahn SG Königsberg      | 11             | 4              | 1              | 6              | 27:40          | 9:13           |
| 6.     | SV 05 Insterburg              | 12             | 2              | 1              | 9              | 16:56          | 5:19           |
| 7.     | VfB Osterode                  | 11             | 1              | 1              | 9              | 15:55          | 3:19           |
| 8.     | SC Preußen Insterburg         | Teruggetrokken | Teruggetrokken | Teruggetrokken | Teruggetrokken | Teruggetrokken | Teruggetrokken |

|  | Kampioen                                                                  |
|  | Verhuisde na dit seizoen naar de stad Elbing (Gauliga Danzig-Westpreußen) |
|  | Degradatie                                                                |